# 殷宗輔
殷宗輔（16世紀—17世紀），原名殷兼，字贊皇、翼聖，浙江寧波府鄞縣人，明朝政治人物。

## 生平
殷宗輔在萬曆三十七年（1609年）中舉人，四十一年（1611年）成進士，獲授東阿知縣。剛剛到任就遇上旱災，他捐出俸祿煮粥，勸諭富人捐助設廠，便利飢民進食，並帶領人民抓捕蝗蟲，在烈日行走祈雨，五天後才下雨。同年縣內豐收，殷宗輔招集流民到徐淮，給與千五百人牛種，又定下鄉約、建立社學，使人民明白禮教，在任內去世，人民立祠祭祀他。

## 引用
1. 1 2  光緒《鄞縣志·卷三十八·人物傳十三》：殷宗輔，字贊皇 案曹志錢志作字翼聖 ，萬歷四十一年進士，授東安【阿】知縣。甫至值旱蝗，流莩相望，宗輔捐俸煮糜，勸富輸助設廠邑中，以便飢民就食，又率民捕蝗殆盡，復暴行赤日中祈雨五日得澍。是歲阿邑獨豐，招集流民入徐淮濮境，上者千五百人皆給以牛種，仍講鄉約、立社學，使民知禮教，卒於官，民立祠祀之 聞志。
2. ↑  光緒《鄞縣志·卷二十二·選舉表三》：（萬曆）三十七年己酉（舉人）…… 殷宗輔 原名兼